# Chrysometa merida
Chrysometa merida là một loài nhện trong họ Tetragnathidae.
Loài này thuộc chi Chrysometa. Chrysometa merida được Herbert W. Levi miêu tả năm 1986.